# 7,63 × 25 mm
Die Patrone 7,63 × 25 mm wurde speziell für die ab 1896 gebaute Mauser-Selbstladepistole C96 entwickelt.

## Geschichte
Die Grundlage der Munition war die Patrone 7,65 × 25 mm Borchardt. Die Hülsenform (Flaschenhalshülse) war gleich, im Vergleich zur Borchardt-Patrone wurde die Treibladung jedoch derart verstärkt, dass die neue Munition in der Borchardt-Pistole nicht mehr verwendet werden konnte. Die Flugbahn geriet zwar sehr gestreckt, jedoch mangelte es dem Projektil trotz hoher kinetischer Energie an Mannstoppwirkung, da das Kaliber zu klein war. 
Gleichwohl gehörte die 7,63-mm-Mauserpatrone bis zur Entwicklung der .357 Magnum zur stärksten Munition für Kurzwaffen. In der Sowjetunion wurde die Mauserpatrone in den 1930er-Jahren zur 7,62 × 25 mm TT modifiziert und für die neue Tokarew TT-30 (später TT-33) verwendet. Die 7,63er-Patrone konnte in den Tokarew-Pistolen verschossen werden, was aber durch den höheren Gasdruck der Mauserpatrone riskant war.
Aus der 7,63 × 25 mm wurde 1904 die stärkere 9 × 25 mm Mauser abgeleitet.

## Waffen
- Mauser C96
- Schwarzlose M 1898
- STAR MMS
- Astra 900
- MP 34 (für den Export, sonst zumeist 9 × 19 mm)

## Synonyme
- DWM 403
- GR298
- 7,63 mm Mauser M.1896
- 7,63 mm Mauser Selbstlade-Pistole
- .30 Automatic (Mauser & Borchardt)
- .30 Mauser